# Jack Leighfield
Jack Leighfield (sinh ngày 23 tháng 3 năm 1998) là một cầu thủ bóng đá người Scotland thi đấu cho Queen of the South, ở vị trí thủ môn.

## Sự nghiệp
Leighfield's có màn ra mắt cho Queen of the South vào ngày 5 tháng 8 năm 2017, ra sân vai trò dự bị trong chiến thắng 4-1 trước Brechin City. Leighfield ký bản hợp đồng mới với câu lạc bộ cuối mùa giải 2017–18.